# 3-メチルチオプロピオン酸メチル
3-メチルチオプロピオン酸メチル（英: Methyl 3-(Methylthio)propionate）は、化学式C5H10O2Sで表される有機硫黄化合物の一種である。天然にはパイナップルに含まれ、その香りを特徴づける主要な成分の一つである。

## 用途
濃厚なものは拡散性のある硫黄臭を持つが、希釈すると甘い果実臭となる。パイナップルのフレーバーとして有用で、「パイナップルメルカプタン」の別名を持つ。エチルエステルを併用することにより、よりマイルドな完熟香を再現できる。味噌、醤油、麦芽、食肉系フレーバーにも0.05-1.0ppmほど使用される。